# 서산 뻘낙지 먹물축제
서산 뻘낙지 먹물축제는 충청남도 서산시 지곡면 중왕1리 중리포구에서 매년 10월에 개최되는 지역 축제이다. 지곡면 가로림만에서 생산되는 뻘낙지를 주제로 진행되며, 서산 뻘낙지 먹물축제 추진위원회에서 주관한다.
맨손 물고기잡기, 수산물 할인행사, 낙지비빔밥 시식, 감태인절미 만들기, 바지락캐기, 노래자랑 등 다양한 프로그램을 통해 어촌을 체험할 수 있다.

## 역사
가로림만의 뻘낙지의 우수성을 널리 알리고 지곡면을 비롯한 지역 관광 명소를 홍보하고자 2004년 처음으로 축제를 개최하였다. 2017년 제4회 행사가 2017년 10월 13일부터 10월 15일까지 개최되었다.

## 사진

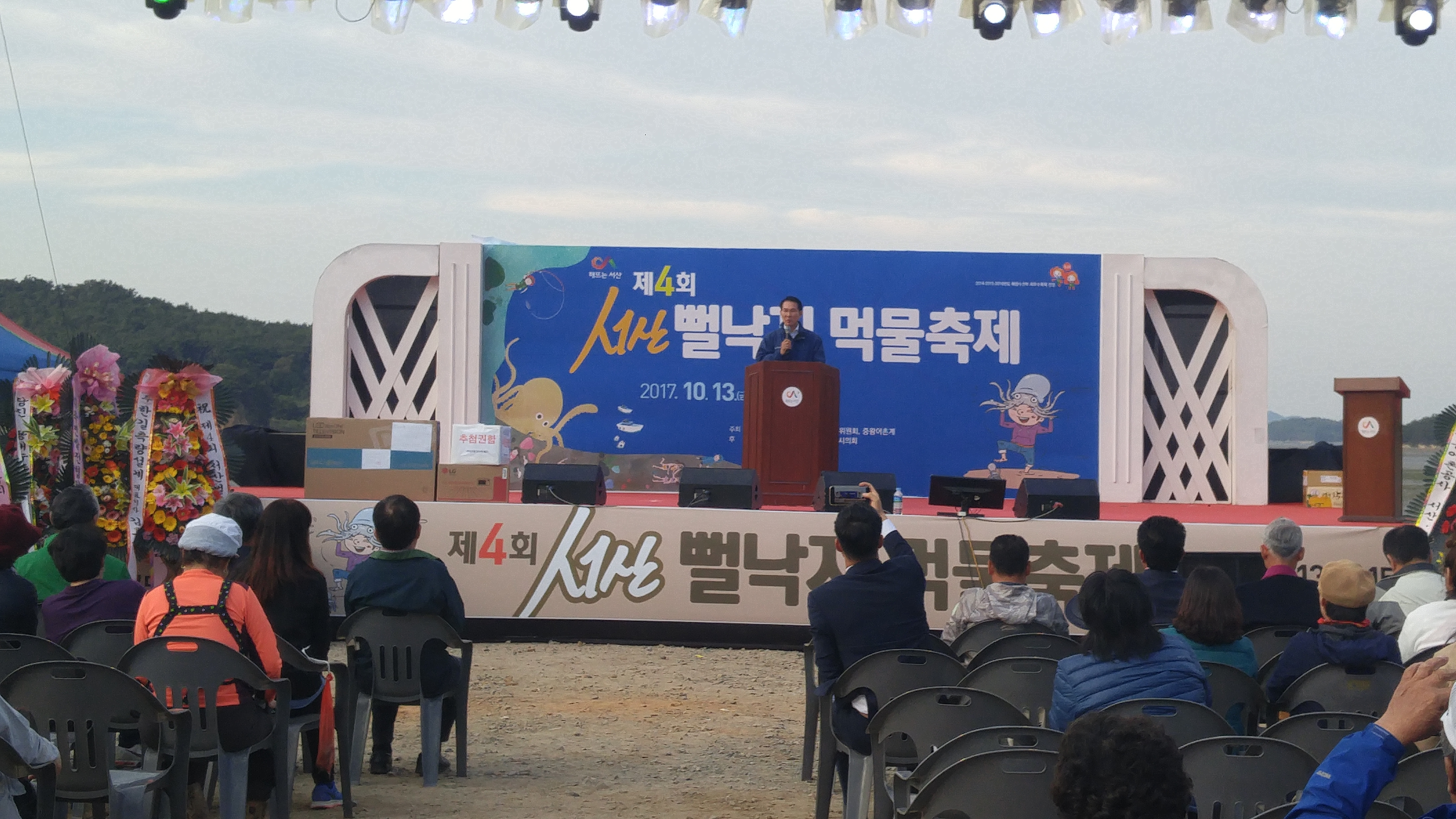
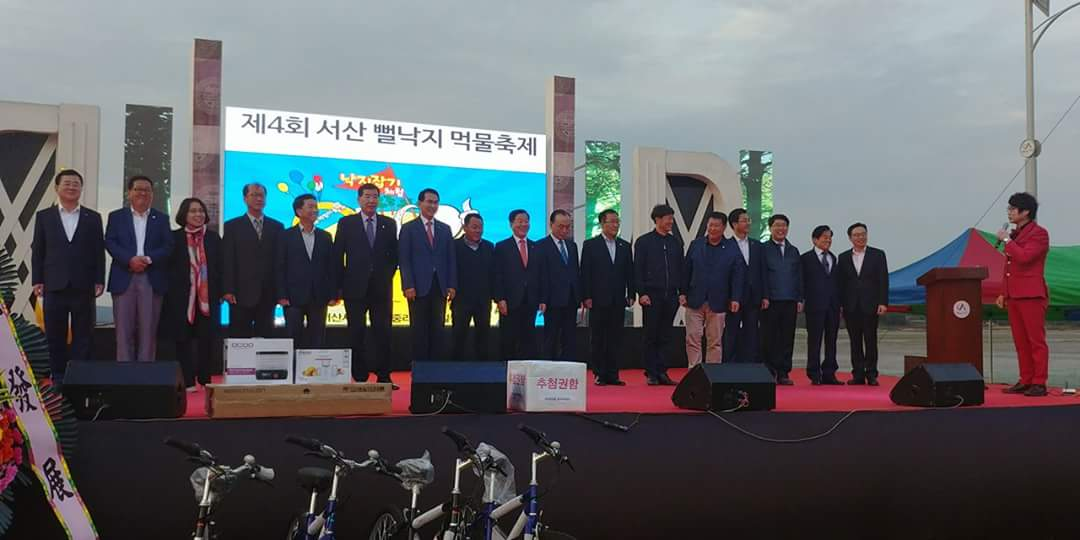
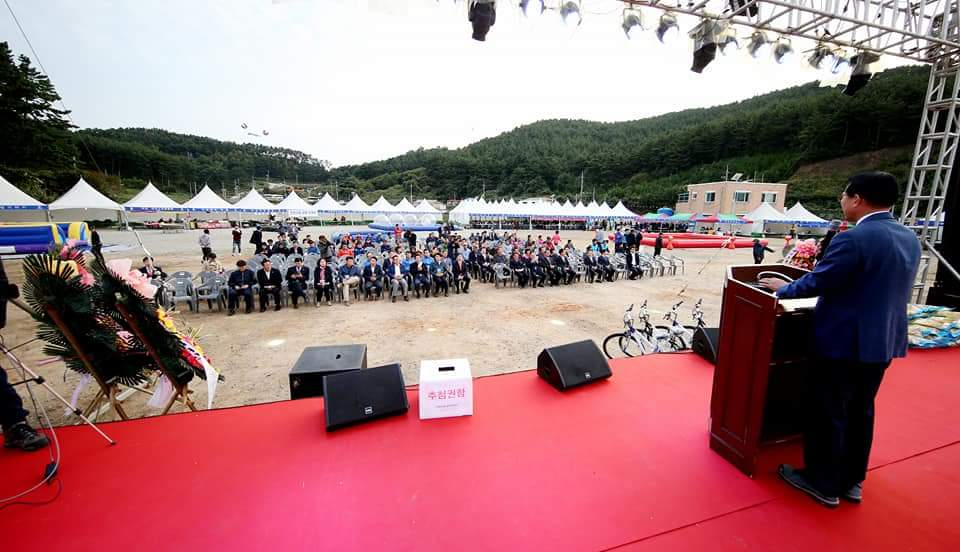
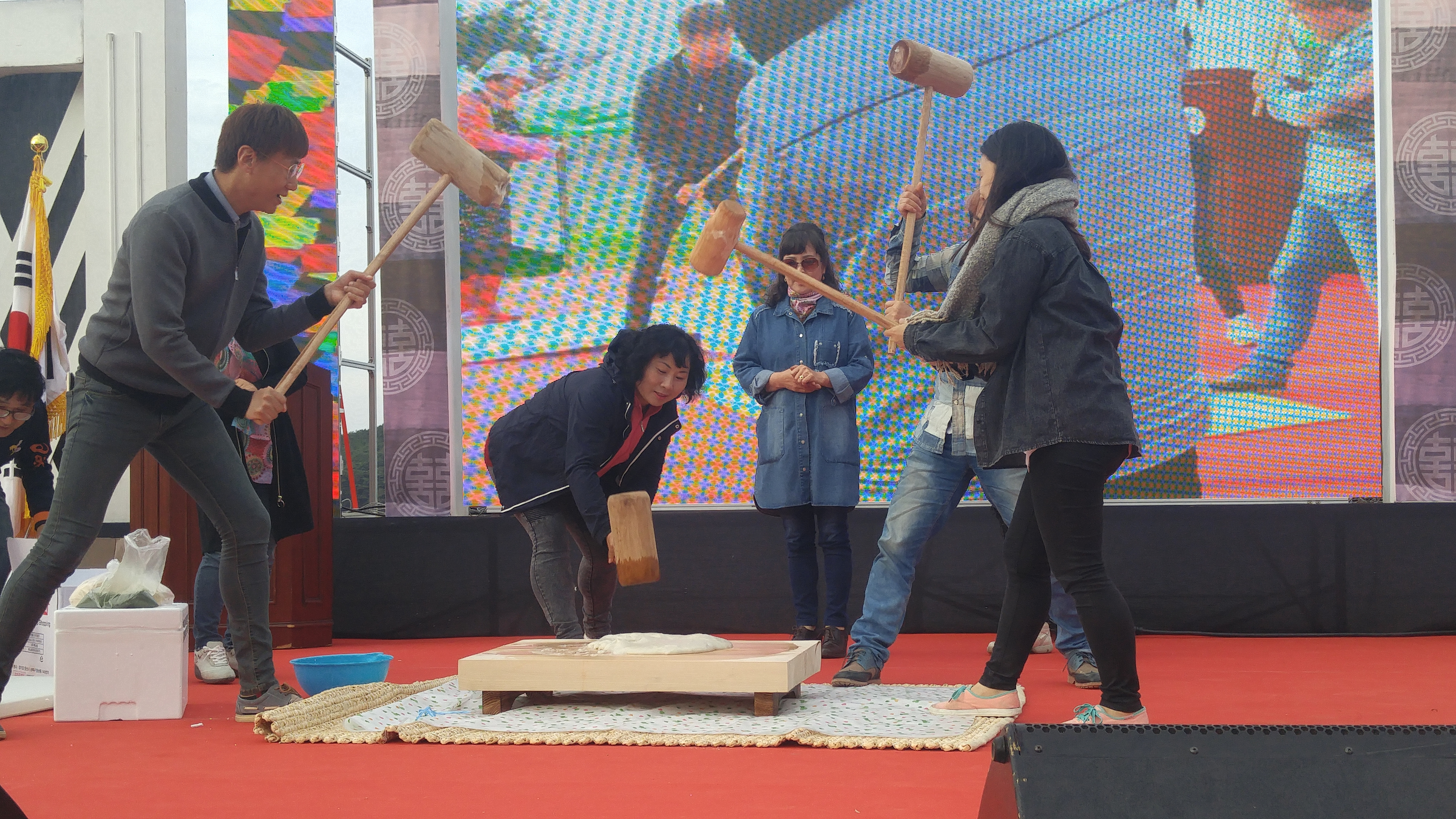
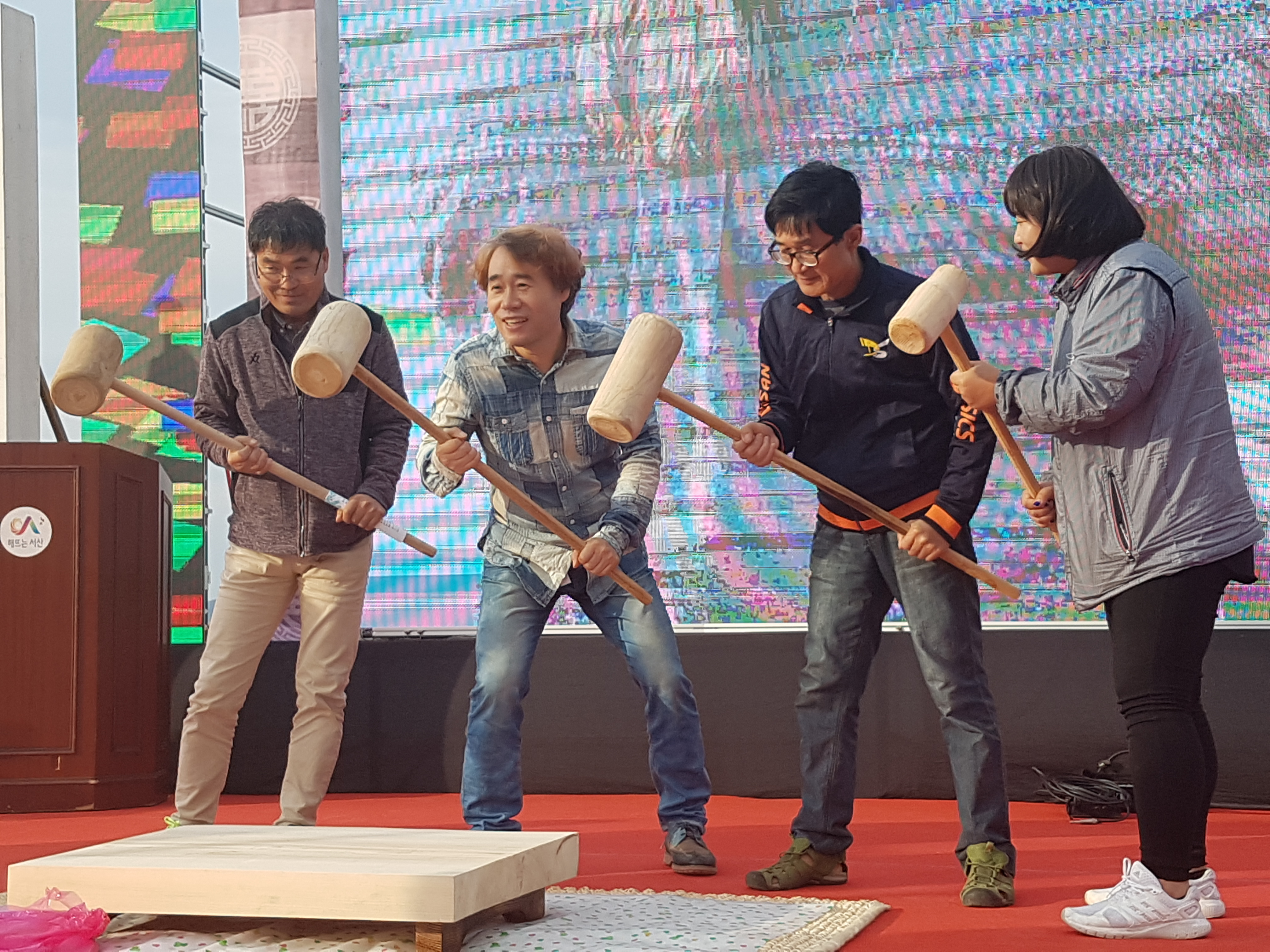
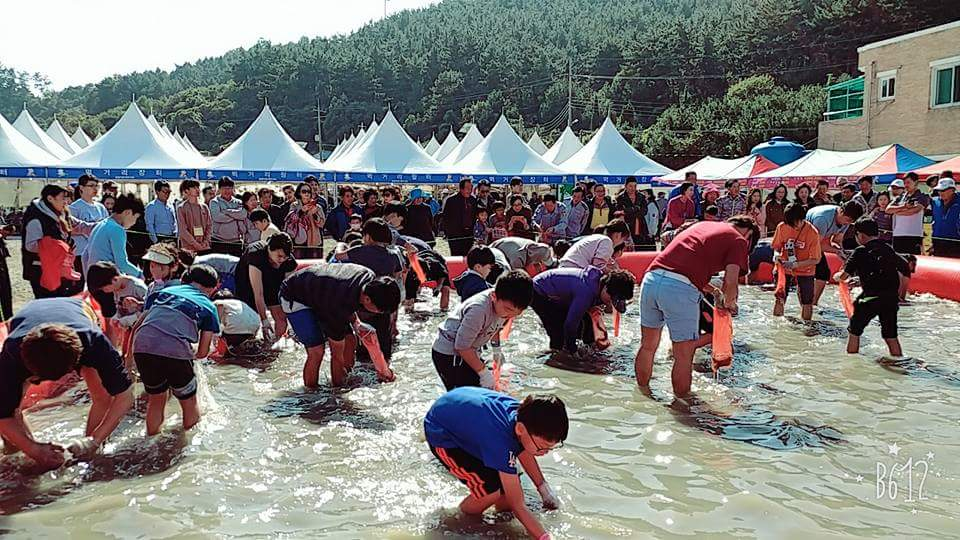
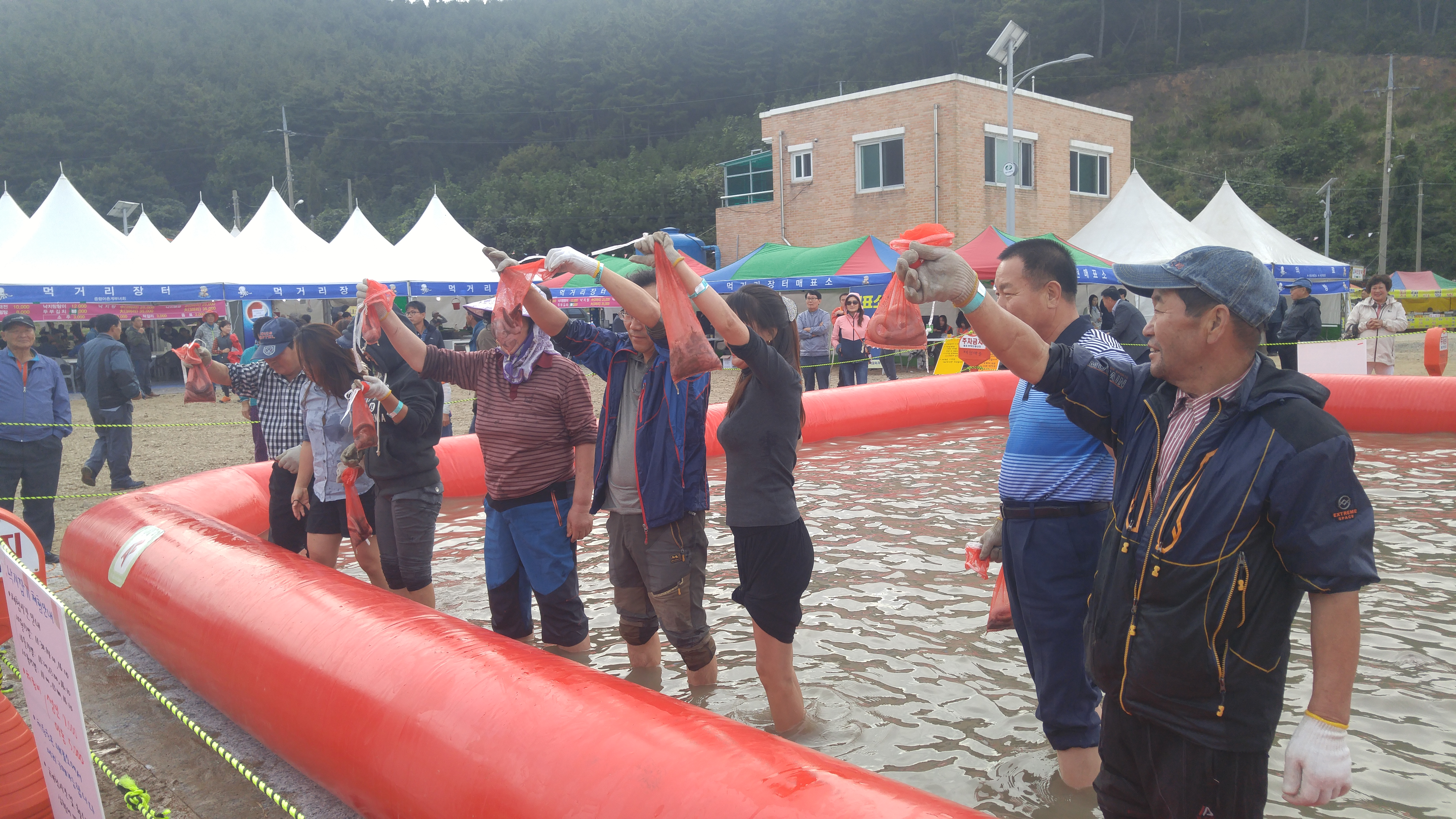